# Congiopodus peruvianus
Au milieu :  Inimicus filamentosus
Espèce
Congiopodus peruvianus est une espèce de poissons osseux de la famille des Congiopodidae.